# Тормоз Казанцева
Тормоз Казанцева — автоматический однопроводный прямодействующий воздушный тормоз с воздухораспределителем конструкции Ф. П. Казанцева.
Тормоз Казанцева частично заменил собой на железных дорогах СССР тормоз Вестингауза, впервые начал применяться в 1925 году, но к 1930—1932 годам был вытеснен тормозом Матросова.
Тормоз Казанцева является абсолютно неистощимым.

## Принцип действия
- Зарядка ТМ. При зарядке тормозной магистрали воздух, через магистральную камеру и обратный клапан поступает в запасный резервуар.
- Торможение. При торможении воздух через тормозную камеру перепускается из запасного резервуара в тормозной цилиндр.
- Отпуск. При отпуске тормозов воздух из тормозного цилиндра выпускается в атмосферу через атмосферную камеру.